# سیاره تپ‌اختری

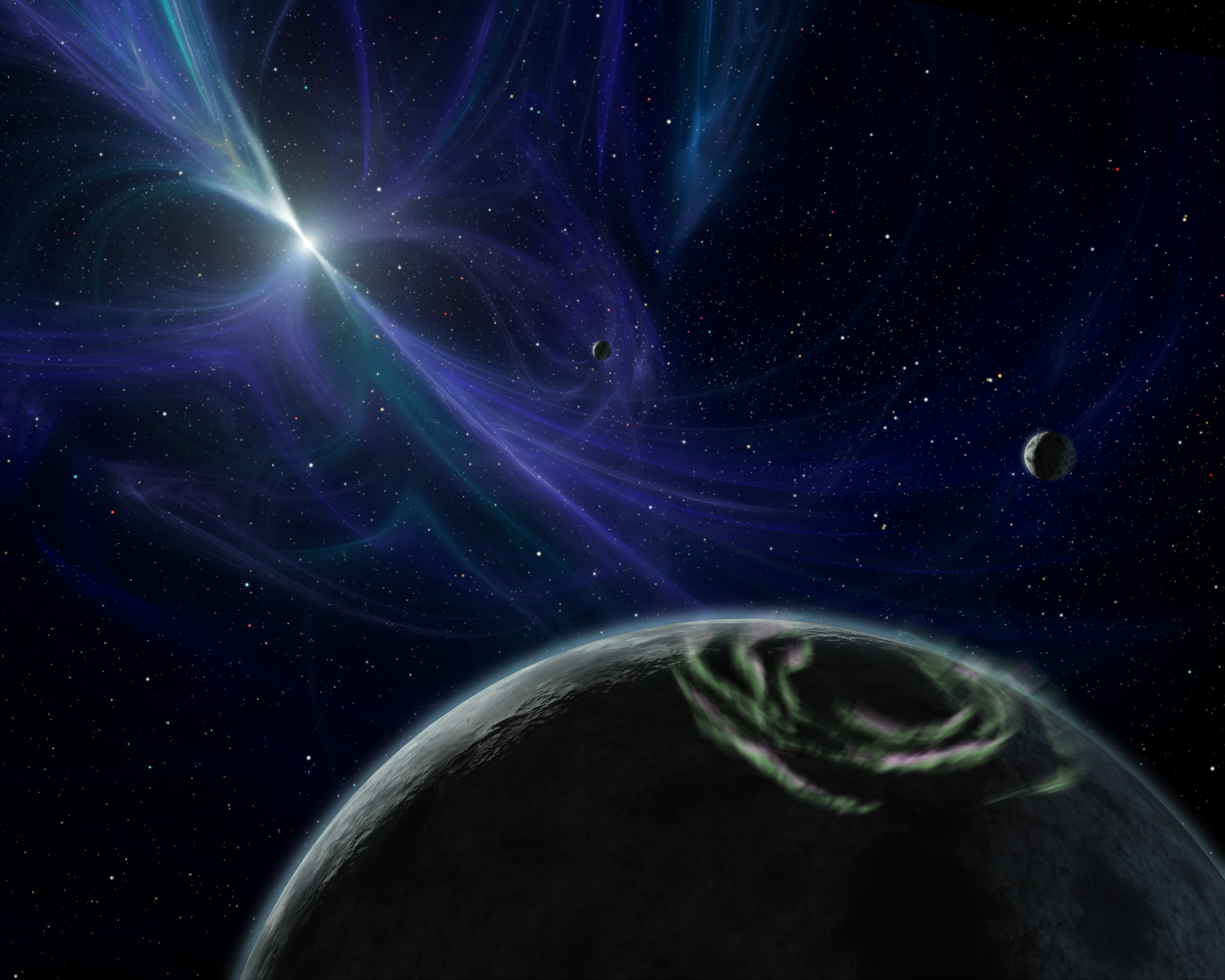
برداشتی هنری از تپ اختر همراه با سیارات

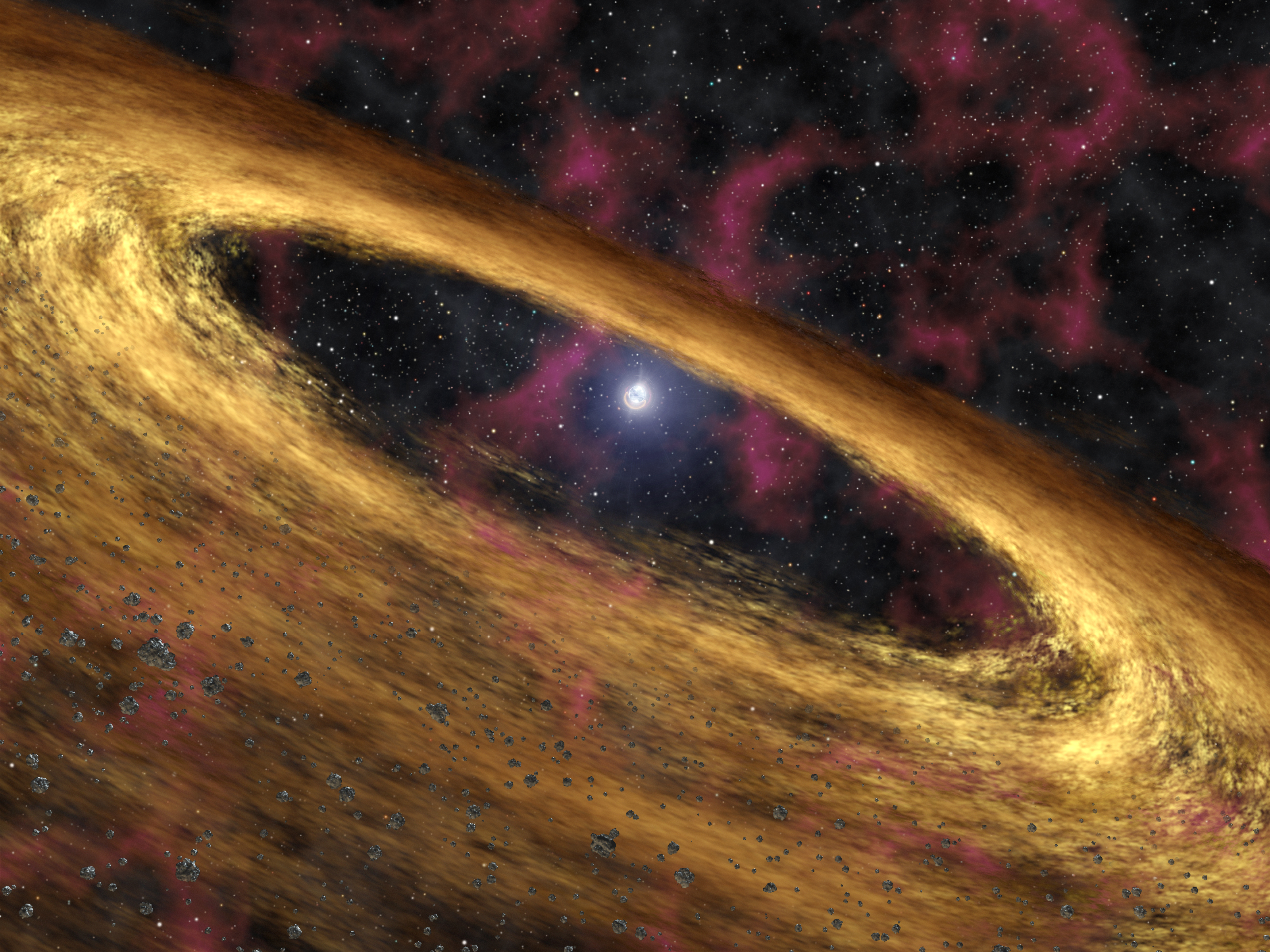
برداشتی هنری از دیسک پیرامون ستاره‌ای نوترونی

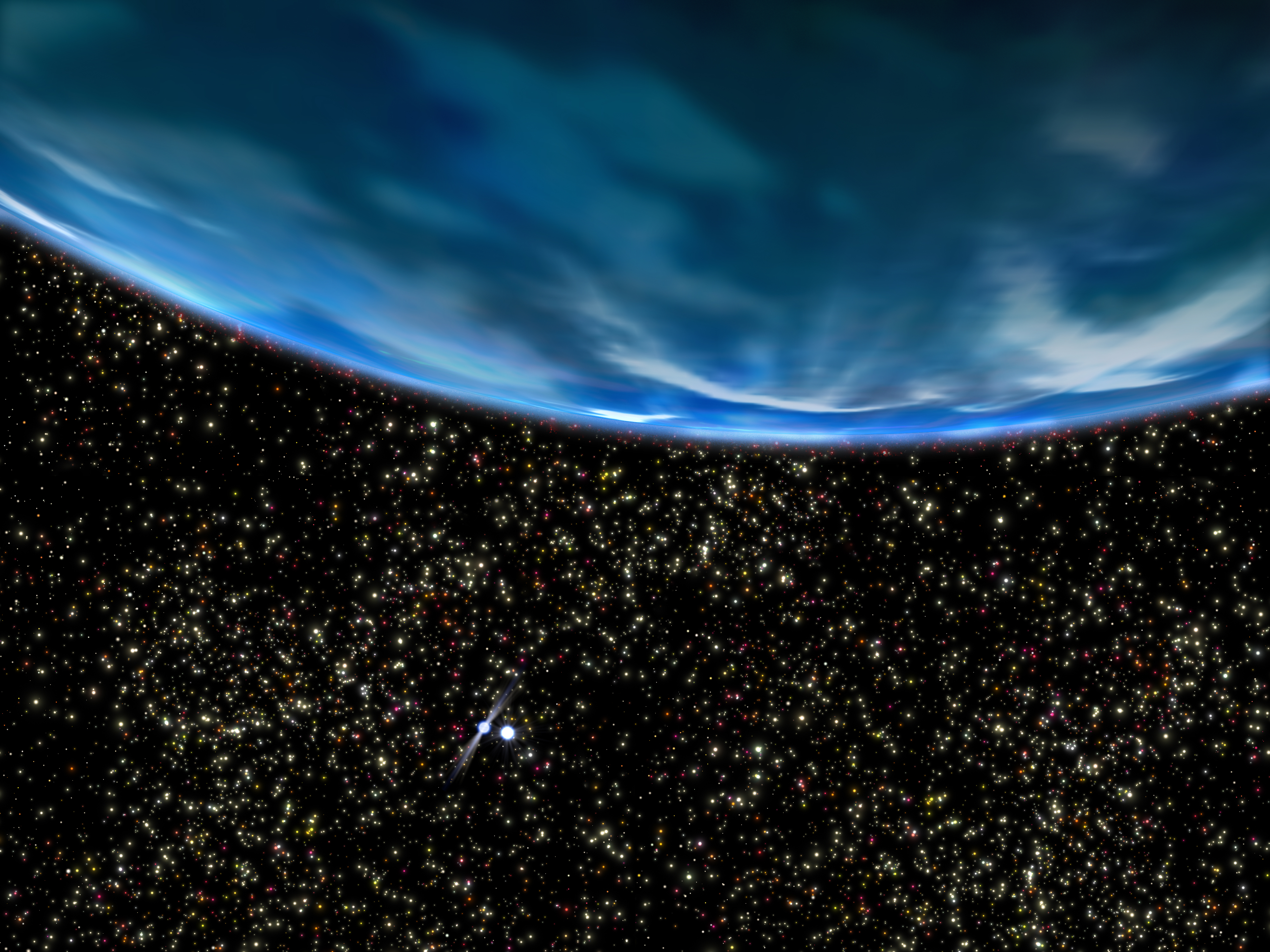
برداشتی هنری از سیاره‌ای در اطراف دوگانه کوتوله سفید- تپ اختر

سیارات تپ‌اختری، سیاراتی هستند که به دور تپ اخترها یا ستاره‌های نوترونی با سرعت در حال چرخش یافت می‌شوند. اولین سیاراتی این دسته، در اطراف تپ اختری میلی ثانیه‌ای در سال ۱۹۹۲ کشف شدند و اولین سیارات فراخورشیدی بودند که کشف آنها تأیید شد. تپ اخترها ساعت‌های بسیار دقیقی هستند و حتی سیارات کوچک می‌توانند تغییرات قابل تشخیصی در ویژگی‌های تپ اختر ایجاد کنند. کوچک‌ترین سیاره فراخورشیدی شناخته شده یک سیاره تپ‌اختری است.